# Kutilka písečná
Kutilka písečná (Ammophila sabulosa) je druh hmyzu z řádu blanokřídlí (Hymenoptera), podřádu štíhlopasí (Apocrita) a čeledi kutilkovití (Sphecidae), někdy jsou kutilky řazeny do čeledi sršňovitých (Vespidae) z nadčeledi vos (Vespoidea).

## Výskyt
Jde o běžný hmyz, který se vyskytuje i v České republice. Žije především na loukách.

## Popis

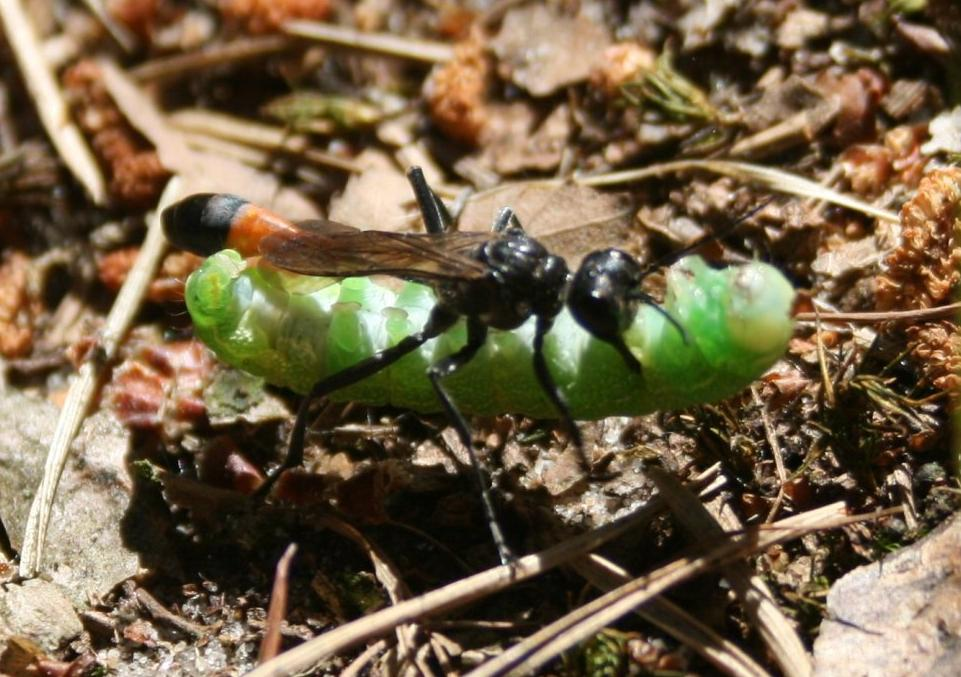
Kutilka písečná vláčí housenku do hnízda

Kutilka písečná měří na délku skoro 3 cm. Má černo-oranžové útlé tělo. Živí se nektarem z květů. Podobně jako většina blanokřídlých má žihadlo, u nějž jsou jen malé zpětné háčky, proto může bodnout i vícekrát za sebou. Žije samotářsky, ne ve velkých koloniích jako vosy nebo včely.

## Péče o larvy
Matka o vylíhnuté larvy nepečuje, stará se však o to, aby po vylíhnutí měly dostatek potravy. Nejprve v zemi vyhrabe chodbičku, ve které se bude larva vyvíjet. Poté létá nad krajem a hledá nějakou housenku. Pokud ji objeví, bleskově na ni slétne a několikrát ji bodne. Jed z žihadla housenku nezahubí, ale paralyzuje. Kutilka ji poté dotáhne do chodbičky, kde na ni naklade jedno vajíčko. Vylíhnutá larva poté housenku zaživa požírá. Kutilka dovede přemoci a dotáhnout do nory i housenku, která měří více než ona.